# Фани, Леонора
Леонора Фани (итал. Leonora Fani) (18 февраля 1954) — итальянская актриса.

## Биография
Настоящие имя и фамилия — Элеонора Кристофани.
Леонора Фанни была восходящей звездой итальянского кино 70-х годов. Играла роли молодых девушек в эротических лентах, с успехом выступала в комедийном жанре, джиалло и хоррор-фильмах. Была фотомоделью мужских журналов «Playboy» и «Playmen».
Среди самых известных работ главные роли в эротических комедиях: Сальваторе Сампьеры «Нене / Nené» (1977), «Моя любовь не делай мне больно / Amore mio non farmi male» (1974) и «Я вернулся к цвету розы / Son tornate a fiorire le rose» (1975) — обе режиссёра Витторио Синдони, Флавия в триллере «Кровь в Венеции» (1979), главная героиня джалло «Пансионат страха» Франческо Барилли. На счету актрисы 23 кинороли. В 1982 году ушла из кино.

## Фильмография
- Metti… che ti rompo il muso (1973)
- La svergognata (1974)
- Amore mio non farmi male (1974)
- Il domestico (1974)
- Son tornate a fiorire le rose (1975)
- Lezioni private (1975)
- Appuntamento con l’assassino (1975)
- … E la notte si tinse di sangue (1976)
- Perché si uccidono (1976)
- Calde labbra (1976)
- Bestialità (1976)
- Il conto è chiuso (1976)
- Nené (1977)
- Pensione paura (1977)
- Sensività (1979)
- Кровь в Венеции (1979)
- Peccati a Venezia (1980)
- Febbre a 40! (1980)
- Giardino dell’Eden (1980)
- Champagne… e fagioli (1980)
- Uomini di parola (1981)
- Habibi, amor mío (1981)
- Dei miei bollenti spiriti (1981)
- Difendimi dalla notte (1981)